# Kati Debretzeni

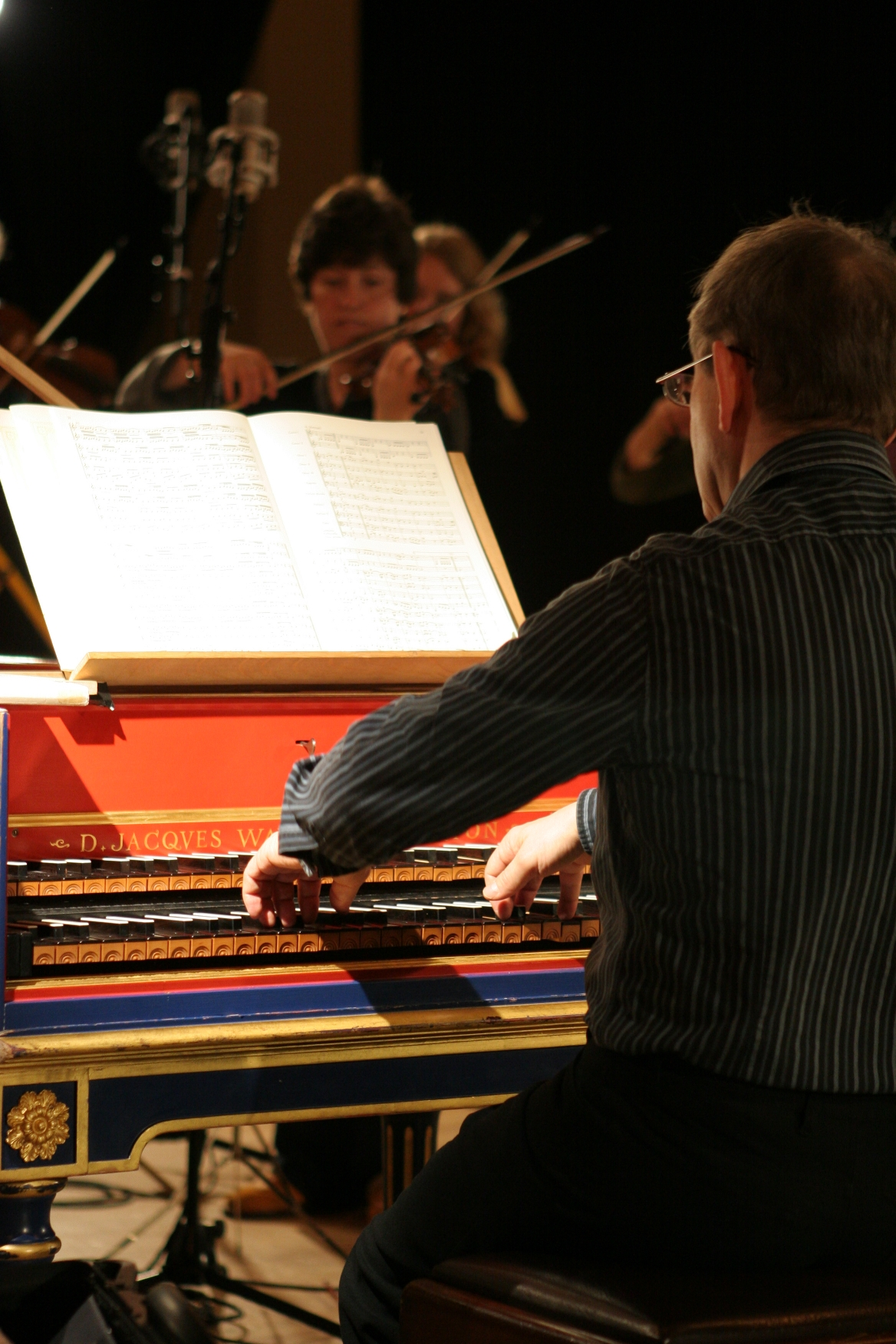
Kati Debretzeni cântând la vioară cu Ansamblul Brandenburgic European sub bagheta clavecinistului Trevor Pinnock.Shefield,2006

Kati Debretzeni (in litere ebraice: קטי דברצני (n.  ?) este o violonistă israeliană - britanică, născută în Transilvania, România. Ea s-a făcut cunoscută mai ales ca interpretă de muzică preclasică sau barocă. 

## Copilăria și studiile
Kati Debretzeni s-a născut la Cluj într-o familie evreiască.
La mijlocul anilor 1980, la vârsta de 15 ani, a emigrat în Israel . A studiat vioara timp de un an cu renumita profesoară Ilona Fehér, apoi cu profesoara și violonista Ora Shiran la liceul (conservatorul) de muzică din Tel Aviv. 
La 18 ani s-a înrolat în armată ca violonistă. Mai apoi a continuat studiile la Academia de muzică Rubin din Tel Aviv, între altele învățând muzica barocă istorică cu profesoara Yokheved Schwartz.
După ce a activat în rândurile unor ansambluri de muzică barocă din Ierusalim (Ansamblul Baroc Ierusalim și Consorțiul Ierusalim), Kati Debretzeni a plecat în Anglia, unde, la Londra s-a perfecționat în vioară barocă cu Catherine MacKintosh și cu Walter Reiter.

## Activitatea ca violonistă, muzicolog și pedagog
Ea a devenit prim-violonistă, și ulterior și co-directoare a presitigiosului ansamblul al lui Sir John Eliot Gardiner , Soliștii Baroci Englezi (English Barocco Soloists).
A fost invitată ca oaspete să conducă  Orchestra Barocă din Sevilla și Orchestra Barocă din Amsterdam. De asemenea, a fost membru în Ansamblul Epocii Luminilor al clavecinistului Trevor Pinnock, iar între anii 2000-2006 în ansamblul britanic „Florilegium”, cu care a efectuat turnee de concerte în mai multe țări, între care Austria (la Konzerthalle din Viena), Olanda (la Concertgebouw din Amsterdam, în Israel,etc .Debretzeni a înregistrat între altele lucrări de Bach, Henry Purcell, muzica barocă  din Bolivia, (datorita colaborării cu clericul și muzicologul Pjotr Nawrot, originar din Polonia) de asemenea a făcut întregistrări pentru canalul Channel Classic, unele din ele premiate.
Cu Ansamblul „Ricordo” din care a făcut parte, specializat în „stilul fantastic” din secolul al XVII-lea, Kati Debretzeni a înregistrat un disc bazat pe cercetarile ei asupra creației muzicale a lui Heinrich Ignaz Biber.   
Cu Ansamblul Soliștilor Baroci Englezi și cu pianistul și muzicologul Robert Levin a interpretat la Viena concertul dublu reconstituit al lui Mozart.
Kati Debretzeni desfășoară și o activitate didactică prolifică. Între altele a predat în cadrul atelierului de muzica barocă de la Ierusalim și la conservatorul din Birmingham. Din anul 2005 ea predă la Conservatorul regal din Haga.